# Dirk Luther
Dirk Luther (* 27. April 1970 in Hamburg) ist ein deutscher Koch.

## Werdegang
Luther war von 1990 bis 1991 im Anglo-German Club und von 1991 bis 1992 im Hotel Vier Jahreszeiten, beide in Hamburg, beschäftigt. Von 1992 bis 1993 war er in Wolfratshausen im Restaurant Patrizierhof, danach wechselte er für zwei Jahre ins Restaurant Deichgraf. Anschließend war er vier Jahre im Hamburger Hotel Louis C. Jacob, unterbrochen von einer Station im Hotel La Côte Saint-Jacques in Burgund 1998. Von 2000 bis 2006 war er Küchenchef im Seehotel Töpferhaus, Alt Duvenstedt. 
2006 wechselte er ins Restaurant „Meierei“ im Hotel Alter „Meierhof“ in Meierwik bei Glücksburg (Ostsee). Seit 2014 ist er zudem der Hotelchef des Hauses.

## Auszeichnungen
Einen zweiten Stern im Guide Michelin erhielt Dirk Luther erstmals im Jahr 2004 im Seehotel Töpferhaus, Alt Duvenstedt. Im Jahr 2005 wurde diese Auszeichnung bestätigt. Im August 2008 zeichnet das Magazin Der Feinschmecker Dirk Luther als „Koch des Monats“ aus.
Die Meierei Dirk Luther in Glücksburg erhielt unter Luthers Leitung auf Anhieb einen Stern im Guide Michelin in der Bewertung für 2007 sowie 17 Punkte im Restaurantführer Gault-Millau. Seit 2008 wird das Restaurant durchgängig mit zwei Sternen im Guide Michelin bewertet. 2011 wurde im Alten Meierhof Glücksburg mit dem Carlsbergpreis als bestes Hotelrestaurant ausgezeichnet. 2012 erhielt Dirk Luther vom Restaurantführer Gusto erstmals die Höchstbewertung von 10 Pfannen. 
Seit 2004 ist Dirk Luther zudem regelmäßig Fernseh-Koch für das Schleswig-Holstein-Magazin des NDR.